# Reggie Willits
Reggie Gene Willits (né le 30 mai 1981 à Chickasha, Oklahoma, États-Unis) est un ancien joueur de champ extérieur de baseball qui a joué de 2006 à 2011 pour les Angels de Los Angeles de la Ligue majeure de baseball.

## Carrière
Reggie Willits est drafté en septième ronde par les Angels d'Anaheim en 2003. Il fait ses débuts dans les majeures avec cette équipe le 26 avril 2006. Retourné aux ligues mineures après deux parties, il revient avec le grand club le 22 juillet suivant, et frappe deux coups sûrs en quatre présences au bâton face aux Royals de Kansas City. Il réussit son premier coup sûr en carrière contre le lanceur Luke Hudson. Willits réussit également dans cette partie son premier point produit, son premier point marqué et son premier vol de but dans les majeures. Il demeure avec les Angels jusqu'à la fin de la saison 2006, frappant dans une moyenne au bâton de ,267.
À sa première saison complète en 2007, Reggie Willits conserve une très bonne moyenne de ,293 avec 126 coups sûrs, dont 20 doubles, et 34 points produits. Rapide coureur, il croise le marbre à 74 reprises et totalise 27 buts volés en 35 tentatives. Il termine cinquième au vote tenu à la fin de la saison pour élire la recrue de l'année dans la Ligue américaine, un titre qui échoit à Dustin Pedroia des Red Sox de Boston.
Willits retourne aux ligues mineures en 2008 après n'avoir frappé que pour ,194 en 82 parties jouées avec les Angels. En 2009, il n'obtient guère plus de succès en offensive pour le club d'Anaheim et n'affiche qu'une moyenne au bâton de ,213 en 49 matchs.
Il voit davantage d'action au champ extérieur avec les Angels en 2010. Il est en uniforme dans 97 parties et hausse sa moyenne à ,258.